# Stardust@home

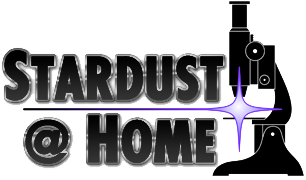
Logo de Stardust@home

Stardust@home est un projet qui encourage les internautes volontaires à rechercher des impacts de poussière interstellaire à travers un microscope virtuel, dans le cadre de la mission Stardust. 

## Histoire
De février à mai 2000, et d'août à septembre 2002, la sonde Stardust expose la « face B » de son collecteur de particules, un ensemble de blocs d'aérogel d'une surface totale de 1 m2, à la poussière interstellaire. La capsule de retour contenant les échantillons est revenue sur Terre le 15 janvier 2006. La NASA estime que seule une quarantaine de particules interstellaires ont été collectées. Ces poussières mesurent aux alentours d'un micron, et sont emprisonnées dans l'aérogel à une profondeur d'environ 100 microns. Ces différents facteurs rendent la localisation de ces impacts très longue et fastidieuse. 
Les blocs d'aérogel ont été photographiés à travers un puissant microscope ; en tout, près de 1,6 million de photographies ont été prises, couvrant chacune une section extrêmement réduite de la raquette de collecte. Chaque section est en fait couverte par un empilement de photographies, de manière à constituer une focus movie, c'est-à-dire une vidéo dans laquelle la distance entre l'objectif et le plan focal varie en fonction du temps. Les différentes tranches d'aérogel sont observables à travers le microscope virtuel et permettent de visualiser l'impact des poussières dans la raquette de collecte.
Cette technique, appelée l'optical sectioning, permet de visualiser la structure tridimensionnelle interne des blocs d'aérogel. Il est ainsi possible de visualiser les traces laissées par les particules interstellaires lors de leur impact.
Tant que les premières images d'impacts de vraie poussière interstellaire ne sont pas disponibles, les scientifiques ne savent pas précisément l'empreinte que ces grains ont laissé dans l'aérogel. En effet, ces impacts peuvent être plus ou moins profonds, étroits ou éloignés que sur les précédentes expériences et simulations. De plus, l'aérogel, après son voyage de plusieurs années dans l'espace, est parsemé de fissures et autres défauts. L'équipe responsable de la recherche des particules interstellaires consulta le professeur Jitendra Malik, informaticien à U.C. Berkeley. Celui-ci affirma qu'en principe un logiciel de reconnaissance de formes est capable de distinguer les fissures des impacts de particules. Mais pour cela, il est nécessaire de posséder des images d'impact de vraies particules interstellaires afin d'« entraîner » le programme. Le problème, c'est qu'aucune de ces particules n'a à ce jour été collectée. Les scientifiques peuvent faire une approximation d'un tel impact, mais cela n'est pas suffisant pour un programme informatique. L'œil humain est capable de repérer ces impacts avec un peu d'entraînement, mais une équipe de scientifiques mettrait plusieurs dizaines d'années à analyser 1,6 million de photographies.
Pour ce travail, démesuré pour une telle équipe, la NASA a donc lancé un appel à volontaires sur Internet. Ils espèrent ainsi analyser l'ensemble des 1,6 million de photographies en quelques mois. Les participants doivent au préalable lire un tutoriel et subir un test avant d'entrer dans la recherche proprement dite.

## Recrutement et formation

Cette vidéo focus, tirée du tutoriel de recherche avec le microscope virtuel, montre l'impact d'une particule dans le collecteur en aérogel. À chaque image, la mise au point est réalisée à une profondeur différente

Afin de sélectionner les yeux les plus aguerris, la NASA fait suivre aux candidats un tutoriel en ligne, qui leur permet de s'entraîner à la recherche en visualisant et mémorisant des exemples d'impacts qu'ils devront localiser par la suite. 
Ces tutoriels ont été réalisés à partir d'empreintes d'impacts de particules extraterrestres capturés dans le collecteur ODCE (Orbital Debris Collector Experiment) de la station spatiale Mir, et de particules de poussière propulsées à la vitesse de 20 km/s dans de l'aérogel à l'aide du Van Der Graaf dust accelerator d'Heidelberg, en Allemagne.
Les candidats passent ensuite un test, dans lequel ils doivent savoir repérer avec au minimum 80 % de réussite des impacts de poussières interstellaires pour être qualifiés et pouvoir participer.

## Protocole
Après s'être enregistrés, les participants ont accès à un microscope virtuel. Cette application Web leur permet de chercher dans chaque champ d'aérogel photographié des impacts de poussières interstellaires en faisant varier la position du plan focal.
Lorsqu'un impact de particule interstellaire est localisé, le participant n'a qu'à cliquer dessus. Lorsque la vidéo focus ne comporte pas d'impact recherché, le bouton « No Track » doit être pressé.
Chaque section d'aérogel est vue et analysée par plusieurs participants ; ce n'est que lorsqu'un consensus clair se dégage qu'une conclusion est avancée. Un score est donné à chaque focus movie, pondéré par le score du participant.
Les volontaires reçoivent eux-mêmes un score basé sur la pertinence et la précision de leur analyse : les focus movies du tutoriel apparaissent régulièrement pour tester leur attention et éviter qu'ils se lassent.
Pour stimuler et motiver les troupes, un  bonus est attribué aux plus méritants : le premier participant à découvrir l'impact d'une particule interstellaire pourra lui donner un nom et sera crédité dans les journaux scientifiques.
Contrairement au calcul réparti, ce projet ne mobilise pas la puissance de nombreux ordinateurs, mais les utilise pour distribuer et présenter le travail à des volontaires, via Internet. Cette approche est similaire au projet de recherche de cratères martiens Clickworkers.